# Liste der denkmalgeschützten Objekte in Patsch (Tirol)
Die Liste der denkmalgeschützten Objekte in Patsch enthält die 11 denkmalgeschützten, unbeweglichen Objekte der Gemeinde Patsch.

## Denkmäler
| Foto |                 | Denkmal                                                                                                | Standort                                    | Beschreibung | Metadaten |
| ---- | --------------- | --- | ------------------------------------------- | --- | --- |
| ja   | Datei hochladen | Wegkreuz HERIS-ID: 104762 Objekt-ID: 121640 TKK: 49212                                                 | westlich Dorfstraße 1 Standort KG: Patsch   | Das Wegkreuz in einem Bretterkasten mit einem Corpus vom Viernageltypus stammt aus der zweiten Hälfte des 19. Jahrhunderts. | BDA-Hist.: Q37801869 Status: § 2a Stand der BDA-Liste: 2025-06-30 Name: Wegkreuz GstNr.: 1933                                                                  |
| ja   | Datei hochladen | Widum HERIS-ID: 55757 Objekt-ID: 64588 TKK: 49216                                                      | Dorfstraße 14 Standort KG: Patsch           | Der ansitzartige, zweigeschoßige Bau mit Satteldach stammt im Kern aus dem 15. Jahrhundert und wurde 1660 sowie 1712–1717 umgebaut. Er ist von einer Umfassungsmauer mit schmalem Segmentbogenportal und flachbogigem Durchfahrtstor umgeben. An der Giebelfassade befinden sich ein Korbbogenportal und ein dreiseitiger Obergeschoßerker mit geschmiegtem Zeltdach. Die breiten Erd- und Obergeschoßflure sind mit Stichkappentonnen gedeckt. | BDA-Hist.: Q38067721 Status: § 2a Stand der BDA-Liste: 2025-06-30 Name: Widum GstNr.: .244, 1758 Patsch, Widum                                                 |
| ja   | Datei hochladen | Bauernhaus Trolf HERIS-ID: 40021 Objekt-ID: 39911 TKK: 49220                                           | Dorfstraße 19 Standort KG: Patsch           | Das zweigeschoßige Wohngebäude mit Mittelflurgrundriss unter Satteldach wurde im 17. Jahrhundert errichtet und 1972 umgebaut. Die Giebelfassade ist mit einem abgeschrägten Rundbogenportal aus Nagelfluh, einem dreiseitigen eingeschoßigen Mittelerker im Obergeschoß und flankierenden Freskenmedaillons (hll. Florian und Sebastian, darüber Maria Immaculata) gestaltet. Die Fenster sind großteils noch original mit gekehlten Fensterlaibungen. Im Inneren haben sich stichkappengewölbte Flure und Keller erhalten. | BDA-Hist.: Q37992228 Status: Bescheid Stand der BDA-Liste: 2025-06-30 Name: Bauernhaus Trolf GstNr.: .234                                                      |
| BW   | Datei hochladen | Einfamilienhaus Faistenberger HERIS-ID: 113545 TKK: 145831seit 2023                                    | Gstill 13 Standort KG: Patsch               | Das Einfamilienhaus nördlich oberhalb des Dorfzentrums wurde 1973/74 nach Plänen von Christine Stigler-Powondra im Stil der Nachkriegsmoderne errichtet. Der freistehende Betonbau über quadratischem Grundriss mit Zeltdach ist gegen den nach Südwesten hin steil abfallenden Hang gesetzt. Das wuchtig vorkragende Obergeschoß ist wie ein Erker über die gesamte Südseite und über Eck an der Ost- und Westseite geführt. An der Südseite befindet sich mittig eine Loggia mit zwei horizontalen Schlitzen in der Brüstung. Im Erdgeschoß ist der zurückspringende Eingangsbereich mit zwei symmetrisch angeordneten Glastüren. Die West- und Ostfassade sind zurückhaltend gestaltet. Das Erdgeschoß ist durch einen kleinen Flur erschlossen, das Obergeschoß durch einen an der Nordwestseite angestellten, gewendelten Treppenaufgang mit Betonbrüstung.                              | BDA-Hist.: Q119231464 Status: Bescheid Stand der BDA-Liste: 2025-06-30 Name: Einfamilienhaus Faistenberger GstNr.: 1787/3                                      |
| ja   | Datei hochladen | Kruzifix HERIS-ID: 104982 Objekt-ID: 121913 TKK: 49231                                                 | neben Hofrat-Hirn-Weg 5 Standort KG: Patsch | Das Wegkreuz in einem Bretterkasten mit einem Corpus vom Dreinageltypus stammt vom Anfang des 20. Jahrhunderts. | BDA-Hist.: Q37802864 Status: § 2a Stand der BDA-Liste: 2025-06-30 Name: Kruzifix GstNr.: 1707                                                                  |
| ja   | Datei hochladen | Kornkasten HERIS-ID: 40022 Objekt-ID: 39912 TKK: 49207                                                 | östlich Kirchstraße 11 Standort KG: Patsch  | Der in die nördliche Friedhofsmauer eingebundene Bau stammt im Kern aus dem 13. Jahrhundert und wurde im 18. Jahrhundert um ein Geschoß erhöht. Der in Bruchsteinmauerwerk errichtete Bau mit Rundbogenportal im Erdgeschoß diente ursprünglich als Speicher für das Zehentkorn und beherbergt heute eine ausgebaute, 1989 erneuerte Totenkapelle. | BDA-Hist.: Q37992238 Status: § 57-Mandatsbescheid Stand der BDA-Liste: 2025-06-30 Name: Kornkasten GstNr.: .204 Patsch, Kornkasten                             |
| ja   | Datei hochladen | Kath. Pfarrkirche hl. Donatus und Friedhof HERIS-ID: 104409 Objekt-ID: 121203 TKK: 49204, 49205, 49206 | bei Kirchstraße 13 Standort KG: Patsch      | Eine 1284 erstmals urkundlich erwähnte Kirche wurde beim Dorfbrand 1399 zerstört. Ein spätgotischer Neubau wurde 1479 geweiht und 1767–1768 umgebaut und barockisiert. Er besteht aus einem Langhaus mit dreiseitigem Chor, Sakristei und alter Totenkapelle an der Chornordseite und einem Nordturm mit Spitzgiebelhelm. An der Westfassade befinden sich eine offene Vorhalle auf Rundpfeilern und ein gekehltes Spitzbogenportal aus dem 16. Jahrhundert. Der einschiffige Innenraum ist mit barocken Deckenfresken von Anton Zoller und Josef Kremer mit Szenen aus dem Leben des hl. Donatus geschmückt. Der Friedhof um die Kirche wurde um 1479 angelegt und im 20. Jahrhundert erweitert. Er ist mit einer mächtigen Einfriedungsmauer umgeben und beherbergt Friedhofskapelle und Kriegerdenkmal. Die Friedhofskapelle wurde 1989 nach Abtragung der alten Kapelle wieder errichtet. | BDA-Hist.: Q37800228 Status: § 2a Stand der BDA-Liste: 2025-06-30 Name: Kath. Pfarrkirche hl. Donatus und Friedhof GstNr.: .203, 1731, .204 Pfarrkirche Patsch |
| ja   | Datei hochladen | Mesnerhaus HERIS-ID: 55756 Objekt-ID: 64587 TKK: 49217                                                 | Kirchstraße 13 Standort KG: Patsch          | Das dreigeschoßige gemauerte Gebäude mit Satteldach stammt im Kern vermutlich aus dem 17. Jahrhundert und ist in die Stützmauer des Friedhofes eingebunden. Der ehemals hölzerne Wirtschaftsteil mit Schleppdach wurde später ausgebaut. Im Inneren haben sich Flure und Räume mit Stichkappengewölbe und mit Tonnengewölbe erhalten. | BDA-Hist.: Q38067713 Status: § 2a Stand der BDA-Liste: 2025-06-30 Name: Mesnerhaus GstNr.: .205 Patsch, Messnerhaus                                            |
| ja   | Datei hochladen | Zollerhof-Fassade HERIS-ID: 40025 Objekt-ID: 39915 TKK: 49230                                          | Römerstraße 29 Standort KG: Patsch          | Das Mitte des 16. Jahrhunderts erstmals erwähnte Gebäude diente ursprünglich als landesfürstliche Zollstätte, die den Zoller von Zollershausen verliehen war und mit ihrer Nobilitierung zum Ansitz erhoben wurde. Er gelangte vor 1829 in bäuerlichen Besitz und wurde daraufhin als Wohngebäude eines Paarhofs genutzt. Der zweigeschoßige Bau mit Satteldach weist ein barockes Mittelportal zwischen asymmetrischen, zweigeschoßigen Erkern auf. Die Fassade ist mit einer Sonnenuhr und barocken Wandmalereien aus dem dritten Viertel des 18. Jahrhunderts mit Darstellungen der hll. Notburga und Florian sowie der Wetterheiligen Johannes und Paulus geschmückt. | BDA-Hist.: Q37992248 Status: Bescheid Stand der BDA-Liste: 2025-06-30 Name: Zollerhof-Fassade GstNr.: .259/1                                                   |
| ja   | Datei hochladen | Magdalenenkapelle HERIS-ID: 104753 Objekt-ID: 121631 TKK: 49211                                        | Standort KG: Patsch                         | Die Magdalenenkapelle wurde anstelle einer hölzernen Vorgängerkapelle zum Dank für die glückliche Heimkehr der Patscher Kriegsteilnehmer 1953 errichtet. Die einjochige, gemauerte Kapelle unter einem Satteldach mit einfachem Brettergiebel hat ein Segmentbogenportal an der Westfassade. Am Holzgiebel Tafel der hl. Maria Magdalena mit barockisierender Darstellung. Die Segmenttonne innen besteht aus gebogenen Spanplatten. | BDA-Hist.: Q37801769 Status: § 2a Stand der BDA-Liste: 2025-06-30 Name: Magdalenenkapelle GstNr.: 1639/1 Magdalenenkapelle Patsch                              |
| BW   | Datei hochladen | Bildstock hl. Johannes Nepomuk HERIS-ID: 104768 Objekt-ID: 121646 TKK: 49213                           | Standort KG: Patsch                         | Der hölzerne Bildstock mit steilgiebeliger Figurennische auf viereckigem Schaft enthält eine qualitätvolle polychrome Holzskulptur des hl. Johannes Nepomuk vom Ende des 18. Jahrhunderts. Der Bildstock steht auf einer Waldlichtung unterhalb des Weges zur Patscher Alm, nach dessen erster Kehre. | BDA-Hist.: Q37801891 Status: § 2a Stand der BDA-Liste: 2025-06-30 Name: Bildstock hl. Johannes Nepomuk GstNr.: 1639/1                                          |

## Ehemalige Denkmäler
| Foto |                 | Denkmal                                                   | Standort                            | Beschreibung | Metadaten |
| ---- | --------------- | --------------------------------------------------------- | ----------------------------------- | --- | --- |
| ja   | Datei hochladen | Aufnahmsgebäude Objekt-ID: 70104 TKK: 49239bis 2012       | neben Bahnhof 1 Standort KG: Patsch | Der Bahnhof der Brennerbahn wurde 1911 unweit des alten Bahnhofs errichtet. 2012 wurde auf Betreiben der ÖBB und der Gemeinde der Denkmalschutz aufgehoben und das Gebäude im August 2012 abgerissen. | BDA-Hist.: Q14912780 Status: Bescheid Stand der BDA-Liste: 2012-06-06 Name: Aufnahmsgebäude GstNr.: .118 Bahnhof Patsch             |
| ja   | Datei hochladen | Ehem. Aufnahmsgebäude Objekt-ID: 98123 TKK: 49240bis 2012 | Bahnhof 2 Standort KG: Patsch       | Der Bahnhof der Brennerbahn wurde 1867 errichtet. 2012 wurde auf Betreiben der ÖBB und der Gemeinde der Denkmalschutz aufgehoben und das Gebäude im August 2012 abgerissen. | BDA-Hist.: Q106653651 Status: Bescheid Stand der BDA-Liste: 2012-06-06 Name: Ehem. Aufnahmsgebäude GstNr.: .78 Bahnhof Patsch       |
| ja   | Datei hochladen | Bergstation Objekt-ID: 121195 TKK: 49243bis 2018          | Patscherkofel Standort KG: Patsch   | Die Bergstation der Patscherkofelbahn mit Berghotel wurde 1927/28 nach Plänen von Hans Feßler erbaut. Der drei- bzw. viergeschoßige, gemauerte bzw. in verschindelter Ständerbauweise errichtete Bau mit allseitig vorkragendem Pultdach war ein bedeutendes Zeugnis der Tiroler Architektur des frühen 20. Jahrhunderts. Das Berghotel wurde 2007 abgerissen, nur der Torso der Seilbahnstation blieb bis zum Bau der neuen Bahn erhalten. | BDA-Hist.: Q106653717 Status: Bescheid Stand der BDA-Liste: 2018-01-22 Name: Bergstation GstNr.: .132 Patscherkofelbahn-Bergstation |